# Coupe intercontinentale de beach soccer
Pour les articles homonymes, voir Coupe intercontinentale (homonymie).
La coupe intercontinentale de beach soccer est une compétition annuelle ayant lieu depuis 2011. Le tournoi est organisé par la BSWW qui invites les nations participantes.
La compétition se déroule en fin d'année généralement, au mois de novembre. La Russie remporte les deux premières éditions dont Samsung est le sponsor principal de 2011 à 2016.
Une première compétition portant le même nom a lieu lors des premières étapes du Pro Beach Soccer Tour.

## Histoire
Après la Coupe du monde 2009, Dubaï accueille de nouveau un évènement international de beach soccer avec la nouvelle Coupe intercontinentale. Organisé pour la première fois par la BSWW, ce tournoi réunie 7 des meilleures nations du Monde plus le pays hôte : l'équipe des Émirats arabes unis. La finale est le remake de celle jouée l'année précédente lors de la Coupe du monde 2011 mais le Brésil ne parvient pas à prendre sa revanche sur la Russie,.
À la suite de la première édition remportée par la Russie, la BSWW et le Conseil des Sports de Dubaï que la ville accueillera la compétition tous les ans pour les 5 prochaines années, donc jusqu'en 2017.
En 2012, la Russie remporte son quatrième trophée en deux ans après le titre de champion du monde, l'Euro Beach Soccer League 2011 et la Coupe Intercontinentale 2011. En finale, les Russes s'imposent contre le Brésil sur le score de 7-4 devant plus de 8000 personnes et reçoivent la coupe des mains de Diego Maradona,.
En 2013, l'Iran bat la Russie en finale et devient le second pays à remporter la compétition.

## Lieu et format
Depuis sa création, la compétition se déroule à Dubaï aux Émirats arabes unis. En 2012, un stade d'une capacité d'accueil de 2500 spectateurs est spécialement construit pour le tournoi.
Huit équipes sont invitées par la BSWW et séparées en deux groupes dont seuls les deux premiers sont qualifiés pour la phase finale en match à élimination directe.

## Palmarès

### Par édition
| Édition | Vainqueur  | Finaliste | Troisième           |
| ------- | ---------- | --------- | ------------------- |
| 2011    | Russie     | Brésil    | Suisse              |
| 2012    | Russie (2) | Brésil    | Émirats arabes unis |
| 2013    | Iran       | Russie    | Émirats arabes unis |
| 2014    | Brésil     | Russie    | Portugal            |
| 2015    | Russie (3) | Tahiti    | Iran                |
| 2016    | Brésil (2) | Iran      | Russie              |
| 2017    | Brésil (3) | Portugal  | Iran                |
| 2018    | Iran (2)   | Russie    | Brésil              |
| 2019    | Iran (3)   | Espagne   | Émirats arabes unis |
| 2021    | Russie (4) | Iran      | Sénégal             |

### Par nation
| Nation              | Vainqueur                 | Finaliste          | Troisième          |
| ------------------- | ------------------------- | ------------------ | ------------------ |
| Russie              | · 2011, 2012, 2015, 2021, | · 2013, 2014, 2018 | · 2016             |
| Iran                | · 2013, 2018, 2019        | · 2016, 2021       | · 2015, 2017       |
| Brésil              | · 2014, 2016, 2017        | · 2011, 2012       | · 2018             |
| Portugal            | -                         | · 2017             | · 2014             |
| Tahiti              | -                         | · 2015             | -                  |
| Espagne             | -                         | · 2019             | -                  |
| Émirats arabes unis | -                         | -                  | · 2012, 2013, 2019 |
| Suisse              | -                         | -                  | · 2011             |
| Sénégal             | -                         | -                  | · 2021             |

## Récompenses individuelles
| Édition | Meilleur joueur      | Meilleur buteur                                               | Meilleur buteur | Meilleur gardien       |
| Édition | Meilleur joueur      | Nom                                                           | Nbr             | Meilleur gardien       |
| ------- | -------------------- | ------------------------------------------------------------- | --------------- | ---------------------- |
| 2011    | Dejan Stankovic      | Dejan Stankovic                                               | 12 buts         | Mão                    |
| 2012    | Iegor Chaïkov        | Fernando DDI                                                  | 10 buts         | Andreï Boukhlitski     |
| 2013    | Mohammad Ahmadzadeh  | Dejan Stankovic (2)                                           | 17 buts         | Andreï Boukhlitski (2) |
| 2014    | Mão                  | Mohammad Ahmadzadeh Bruno Xavier Dmitry Shishin Takasuka Goto | 6 buts          | Mão (2)                |
| 2015    | Yury Krasheninnikov  | Mohamed Gamal                                                 |                 | Humaid Albalooshi      |
| 2016    | Rodrigo da Costa     | Bruno Xavier (2)                                              | 8 buts          | Hamid Behzadpour       |
| 2017    | Rodrigo da Costa (2) | Jordan Santos                                                 | 8 buts          | Mão (3)                |
| 2018    | Rodrigo da Costa (3) | Fedor Zemskov                                                 | 9 buts          | Hamid Behzadpour (2)   |
| 2019    | Waleed Beshr         | Amir Akbari                                                   | 6 buts          | Mohamad Al Jasmi       |
| 2021    | Boris Nikonorov      | Salvador Chiky                                                | 9 buts          | Hamid Behzadpour (3)   |